# Eragrostis georgii
Eragrostis georgii är en gräsart som beskrevs av Auguste Jean Baptiste Chevalier. Eragrostis georgii ingår i släktet kärleksgrässläktet, och familjen gräs.
Artens utbredningsområde är Gabon. Inga underarter finns listade i Catalogue of Life.